# Ed McBain
Ed McBain, známý též jako Evan Hunter, rodným jménem Salvatore Lombino (15. října 1926, New York – 6. července 2005, Weston, Connecticut) byl americký spisovatel a scenárista.
Svá díla psal pod řadou pseudonymů. „Serióznější“ výtvory zpravidla pod jménem Evan Hunter, které později přijal za vlastní. Uznání si vydobyl románem Džungle před tabulí (The Blackboard Jungle) z prostředí americké střední školy. Napsal též scénář k filmu Alfreda Hitchcocka Ptáci (The Birds). Do paměti čtenářů se však nejvíce zapsal pod pseudonymem Ed McBain jako stvořitel kriminálního cyklu 87. revír, v jehož více než pěti desítkách detektivních románů zachycuje příběhy policisty Steva Carelly a jeho kolegů ze smyšleného amerického velkoměsta Isoly, nápadně se podobajícího autorovu rodnému New Yorku. 
Dále je třeba připomenout jeho detektivky s hlavním hrdinou advokátem Matthewem Hopem, které také došly velkého čtenářského uznání. McBainovy detektivky vynikají faktografickým realismem, vypravěčskou lehkostí a pozorovatelským talentem, s nimiž autor vykresluje množství figurek svého velkoměstského panoptika. Některé jeho romány byly použity jako předlohy detektivních seriálů (např. Columbo). Jeho dalšími autorskými pseudonymy byly Hunt Collins, Ezra Hannon, Richard Marsten, John Abbot a Curt Cannon.

## Životopis
Narodil se roku 15. října 1926 v New Yorku na Manhattanu, ale od dvanácti let žil v Bronxu. V New Yorku také chodil na základní a střední školu. V roce 1944 byl odveden k námořnictvu; po návratu do civilu v roce 1946 dovršil své vzdělání na newyorské Hutton College, kterou opustil s titulem bakaláře svobodných umění. Na universitě se také seznámil se svou budoucí ženou, se kterou se v posledním ročníku oženil. Psát se pokoušel už za studií, ale po odchodu z university nejprve prošel celou řadu zaměstnání: odpovídal na telefonické dotazy u Americké automobilové společnosti; u jiné firmy nabízel telefonicky restauracím mořské raky a kromě platu dostával i naturálie: tolik mořských raků, kolik jich dokázal sníst. Poté se stal učitelem na odborně vzdělávací střední škole – znalost tohoto prostředí pak využil v románu Džungle před tabulí. U kantořiny však nezůstal a odešel pracovat do literární agentury. Do té doby byly jeho tvůrčí pokusy značně roztříštěné, vedle psaní se pokoušel i malovat (získal dokonce v soutěži stipendium Art Student's League) a nějaký čas i hrál na piano v džezovém orchestru. Teprve v literární agentuře se podle svých slov „naučil psát povídky, které měly hlavu a patu“ a jeho šéf je začal pravidelně uveřejňovat v časopise. Když pak nakladatelé projevili téměř současně zájem o jeho detektivní román a románovou science fiction pro dospívající mládež, rozhodl se Hunter na doporučení svého šéfa věnovat se jen psaní.
Jeho kniha Džungle před tabulí (The Blackboard Jungle) se stala bestsellerem roku 1954 a svým pranýřováním šokujících poměrů v americkém školství vyvolala bouřlivou společenskou reakci. Od té doby vydával jednu knihu za druhou. Žil na Long Islandu s manželkou Anitou a třemi syny: Tedem a dvojčaty Markem a Richardem. Zemřel 6. července 2005 ve městě Weston ve státě Connecticut.

## Díla pod jménem Evan Hunter
Od úspěchu Džungle před tabulí  napsal Hunter kolem patnácti „vážných“ románů ze současného amerického života, většinou úspěšných a v mnoha případech zfilmovaných, např. Papírový drak (The Paper Dragon); Cizinci, když se potkáme (Strangers When We Meet); Mladí divoši (The Young Savages); Matky a dcery (Mothers and Daughters); Já na bráchu (Buddwing). Tematicky jsou Hunterovy knihy různé, ale všechny spojuje sociálně kritické stanovisko.
Napsal i mnoho povídek, které se objevily v nejrůznějších amerických časopisech. Svoje nejlepší nedetektivní povídky shrnul do knihy Všechno nejlepší v novém roce (Happy New Year) a Herbie a jiné povídky (Herbie and Others Stories).
Pracoval též jako scenárista, napsal například scénář k filmu Alfreda Hitchcocka Ptáci, promítanému i v Československu.

### Romány
- The Evil Sleep!, 1952
- Don't Crowd Me, 1953
- The Blackboard Jungle, 1954 (Džungle před tabulí, 1976)
- Second Ending, 1956
- Strangers When We Meet, 1958
- A Matter of Conviction, 1959
- Mothers And Daughters, 1961
- Buddwing, 1964
- The Paper Dragon, 1966
- A Horse's Head, 1967
- Last Summer, 1968
- Sons, 1969
- Nobody Knew They Were There, 1971
- Every Little Crook And Nanny, 1972 (Spousta malých darebáků, 1985)
- Come Winter, 1973
- Streets Of Gold, 1974
- The Chisholms: A Novel Of The Journey West, 1976
- Walk Proud, 1979
- Love, Dad, 1981 (Líbá táta, 2000)
- Far From The Sea, 1983
- Lizzie, 1984 (Tajemství domu Bordenů, 2003)
- Criminal Conversation, 1994 (Cizoložství, 1995; Osudný odposlech, 1999)
- Privileged Conversation, 1996 (Soukromý rozhovor, 1999)
- The Moment She Was Gone, 2002

### Povídky
- The Jungle Kids, 1956
- The Last Spin & Other Stories, 1960
- Happy New Year, Herbie, 1963
- The Easter Man And Six Stories, 1972
- Seven, 1972
- The McBain Brief, 1982
- The Best American Mystery Stories, 2000
- Barking at Butterflies & Other Stories, 2000 (Poprava a jiné povídky, 2004)
- Running from Legs, 2000

### Divadelní hry
- The Easter Man, 1964
- The Conjuror, 1969

### Scénáře
- Podle románu King's Ransom (Těžký prachy) natočil v roce 1963 japonský režisér Akira Kurosawa film Nebe a peklo (Tengoku to džigoku)
- Strangers When We Meet, 1960
- Ptáci, 1963 (The Birds)
- Fuzz, 1972
- Walk Proud, 1979

### Televizní hry
- The Chisholms, 1979
- The Legend Of Walks Far Woman, 1980
- Dream West, 1986

### Knihy pro děti
- Find The Feathered Serpent, 1952
- The Remarkable Harry, 1959
- The Wonderful Button, 1961
- Me And Mr. Stenner, 1976

### Autobiografie
- Me & Hitch!, 1997

## Díla pod jménem Ed McBain
Pod jménem McBain dlouho uveřejňoval jen příběhy o 87. revíru, ale tímto pseudonymem podepsal i kriminálně dobrodružný román Strážní (The Sentries), s jinými hrdiny a zcela odlišného typu. Zfilmovány nebyly jen jeho „vážné“ prózy, ale i „mcbainovky“: příběhy o 87. revíru posloužily za podklad pro televizní seriál a podle příběhu Výkupné za krále (King's Ransom) natočili Japonci vynikající celovečerní thriller Houpačka (Hight and Low), který sklízel úspěchy v mnoha zemích světa.
Série 87. revír vznikla i v audio podobě, kterou načítá Jiří Plachý, vydala Audiotéka.
Pod jménem McBain také sestavil několik antologií detektivních povídek, v nichž pravidelně připojoval do každého svazku k pracím jiných autorů jednu povídku vlastní.

### Romány
- Death of a Nurse, 1964 Původní vydání z roku 1955 neslo název Murder in the Navy a vyšlo pod autorským pseudonymem Richard Marsten.

### 87. revír (The 87th Precinct Mysteries)
- Cop Hater, 1956 (Zabiják, 1969; Nenávist, 1993)
- The Mugger, 1956 (Útočník, 2003)
- The Pusher, 1956 (Překupník, 1993)
- The Con Man, 1957 (Profesionál, 1967)
- Killer's Choice, 1957 (Koho zvolil vrah, 1969; Která stála za vraždu, 1993)
- Killer's Payoff, 1958 (Vrahův žold, 1993)
- Lady Killer, 1958 (Vražda předem ohlášená, 2003)
- Killer's Wedge, 1959 (Zub za zub, 1967)
- 'til Death, 1959 (Až do nejdelší smrti, 2002)
- King's Ransom, 1959 (Těžký prachy, 1995)
- Give the boys a great big hand, 1960 (Dej mládencům ruku jako lopatu, 1973)
- The Heckler, 1960 (Provokatér, 1979)
- See Them Die, 1960 (Dívej se, jak umírají, 2002)
- Lady, Lady I did it, 1961 (Udělal jsem to já!, 2002)
- The Empty Hours, 1962 (Příliš tiché hodiny, 2001)
- Like Love, 1962 (Jako z lásky, 1996)
- Ten Plus One, 1963 (Deset a jeden, 1972); zfilmováno v roce 1971 jako Bez motivu[1]
- Ax, 1964 (Sekera, 1982)
- He Who Hesitates, 1964 (Nerozhodnost, 2001)
- Doll, 1965 (Panenka, 1970)
- 80 Million Eyes, 1966 (Osmdesát milionů očí, 2001)
- Fuzz, 1968 (Poldové, 1979)
- Shotgun, 1969 (Brokovnice, 1973)
- Jigsaw, 1970 (Skládačka, 1973)
- Hail, Hail the gang's all here, 1971 (Všichni do jednoho, 2000)
- Sadie when she died, 1972 (Zemřela jako Sadie, 1997)
- Let's hear it for the deaf man, 1973 (Není hluchý jako hluchý, 1979)
- Hail to the Chief, 1973 (Jeho slovo je zákon, 2000)
- Bread, 1974 (Prachy, 1977)
- Blood relatives, 1975 (Příbuzenská krev, 1983)
- So long as you both shall live, 1976 (Dokud vás smrt nerozdělí, 1999)
- Long time no see, 1977 (Dlouho jsme se neviděli, 1983)
- Calypso, 1979 (Kalypso, 1997)
- Ghosts, 1980 (Přízraky, 1995)
- Heat, 1981 (Horko, 2000)
- Ice, 1983 (Sníh, 1988)
- Lightning, 1984 (Postrach, 1995)
- Eight Black Horses, 1985 (Osm černých koní, 1997)
- Poison, 1987 (Jed, 1994)
- Tricks, 1987 (Noc kouzel zbavená, 1991)
- McBain's Ladies, 1988
- Lullaby, 1989 (Ukolébavka, 1998)
- Vespers, 1990 (Nešpory, 1993)
- Widows, 1991 (Vdovy, 1993)
- McBain's Ladies, Too, 1992
- Kiss, 1992 (Polibek, 1994)
- Mischief, 1993 (Zlovolnost, 1994)
- And All Through the House, 1994 (Štědrý večer na 87. okrsku, 1995)
- Romance, 1995 (Romance, 1998)
- Nocturne, 1997 (Nokturno, 1997)
- The Big Bad City, 1999 (To veliké zlé město, 1999)
- The Last Dance, 2000 (Poslední tanec, 2000)
- Money, Money, Money, 2001 (Prachy, prachy, prachy, 2001)
- Fat Ollie's Book, 2002 (Kniha Špekouna Ollieho, 2003)
- The Frumious Bandersnatch, 2003 (Uloupená hvězda, 2004)
- Hark!, 2004 (Slyšte!, 2005)
- Fiddlers, 2005 (Hudlaři, 2006)

### Matthew Hope (The Matthew Hope Mysteries)
- Goldilocks, 1977 (Zlatovláska, 1998)
- Rumpelstiltskin, 1981 (Skřet a královna, 1999)
- Beauty & The Beast, 1982 (Kráska a zvíře, 1999)
- Jack & The Beanstalk, 1984 (Jack a fazole, 1999)
- Snow White & Red Rose, 1985 (Sněhurka, 2000)
- Cinderella, 1986 (Popelka, 2000)
- Puss in Boots, 1987 (Kočka v botách, 2000)
- The House that Jack Built, 1988 (Dům, co postavil Jack, 1993)
- Three Blind Mice, 1990 (Tři slepé myšky, 2001)
- Mary, Mary, 1992 (Mary, Mary, 1994)
- There was a little girl, 1994 (Byla jedna holčička, 2001)
- Gladly the cross-eyed bear, 1996 (Šilhavý medvídek, 2001)
- The Last Best Hope, 1998 (Matthew Hope – poslední naděje, 2002)

- Candyland, 2001 (Sladký svět, 2002) Román je napsán ve dvou částech odlišného stylu pod oběma autorskými pseudonymy Evan Hunter a Ed McBain.

## Díla pod ostatními jmény

### Curt Cannon
- Deadlier than the Mail, 1953
- Good Deal, 1953
- Dead Men Don't Scream, 1958
- The Death of Me, 1958
- Die Hard, 1958
- I'm Cannon - For Hire, 1958
- Now Die in It, 1958
- I Like 'Em Tough, Short Stories, 1958

### Richard Marsten
- Danger: Dinosaurs!, 1953
- Rocket To Luna!, 1953
- Runaway Black!, 1954
- Murder in the Navy, 1955 V roce 1964 znovu vydáno pod jiným názvem Death of a Nurse a pseudonymem Ed McBain.
- Vanishing Ladies!, 1957
- The Spiked Heel!, 1957
- Even The Wicked!, 1958
- Big Man!, 1959

### Hunt Collins
- Cut Me In, 1954
- Tomorrow's World, 1956
- Tomorrow And Tomorrow, 1957
- Sucker, 1958

### Ezra Hannon
- Doors, 1975

### John Abbott
- Scimitar, 1992

## Filmové adaptace
- 1955 Blackboard Jungle, USA: režie Richard Brooks, podle stejnojmenného románu (česky Džungle před tabulí)[2]
- 1963 Nebe a peklo , Japonsko: režie a podíl na scénáři Akira Kurosawa, podle románu Těžký prachy (King's Ransom)[3]
- 1966 Mister Buddwing, USA: režie Delbert Mann, podle románu Buddwing[4]
- 1969 Last Summer, USA: režie Frank Perry, podle stejnojmenného románu[5]
- 1971 Bez motivu, Francie a Itálie, režie a podíl na scénáři Philippe Labro, podle románu Deset a jeden[6]
- 1972 Every Little Crook and Nanny, USA, komedie: režie Cy Howard, podle stejnojmenného románu[7]
- 1978 Blood Relatives, Kanada a Francie: režite Claude Chabrol, podle stejnojmenného románu
- 1980 Panenka, Československo, TV film, Československá televize: režie Jaroslav Dudek, podle stejnojmenného románu[8]
- 1981 Lonely Heart (japonsky Kofuku), Japonsko: režie Kon Ichikawa, podle románu Udělal jsem to já!